# Bailey Rowe
Bailey Rowe és un jugador de futbol nascut a les Illes Verges Britàniques, que actualment juga al Weymouth FC, equip de l'Evo-Stik League South, i a la selecció nacional de les Illes Verges Britàniques. És el jugador més jove que ha marcat un gol amb la selecció masculina de les Illes Verges Britàniques (BVI).
L'any 2017, formava part de la selecció sub-15 de les BVI, que va participar en el Campionat Sub-15 de la CONCACAF del 2017. Rowe va ser en líder de l'equip i va jugar molt bé, va marcar un gol contra les Turks and Caicos, i en el partit final de la fase de grups, va marcar 4 gols només en la primera part d'un partit contra Montserrat, que va acabar amb una contundent victòria per part del conjunt de les BVI (8-2). Va portar al seu equip a la primera posició fins que van perdre contra Guiana Francesa.